# Ján Beharka
Ján Beharka (20. listopadu 1911 Pribylina – 13. listopadu 2006) byl slovenský a československý politik, poválečný poslanec Prozatímního Národního shromáždění a Slovenské národní rady za Demokratickou stranu, později za Stranu slobody.

## Biografie
Profesí byl právníkem. Pracoval jako bankovní úředník v Bratislavě. Zapojil se do odboje za druhé světové války. Patřil do odbojové skupiny Flóra a za Slovenského národního povstání byl členem povstalecké Slovenské národní rady. Od roku 1945 byl členem Demokratické strany.
V letech 1945–1946 byl poslancem Prozatímního Národního shromáždění za Demokratickou stranu, od dubna 1946 za Stranu slobody. Poslancem byl do roku 1946 do konce funkčního období (do parlamentních voleb v roce 1946). Po válce patřil mezi nejvýznamnější slovenské politiky. Účastnil se v delegaci Slovenské národní rady, která 1. června 1945 jednala s prezidentem Edvardem Benešem a řešila mimo jiné postavení Slovenska v obnovené republice.
Na jaře 1946 se podílel na přípravě nové politické formace na Slovensku, která měla zastupovat zájmy katolické části populace (na rozdíl od Demokratické strany, v níž významnou roli hráli evangelické proudy). Iniciativa nakonec ale nezískala výraznější podporu, a Behárka tak byl jedním z mála významnějších politiků nové Strany slobody.
Na základě výsledků parlamentních voleb roku 1946 byl zvolen do Slovenské národní rady za Stranu slobody.
Po únorovém převratu roku 1948 emigroval a vyvíjel aktivity v československém exilu.